# Ernst-Wilhelm Reinert
Ernst-Wilhelm Reinert (Lindenthal, 2 de fevereiro de 1919 — Bad Pyrmont, 5 de setembro de 2007) foi um piloto alemão da Luftwaffe durante a Segunda Guerra Mundial e, depois da guerra, na Força Aérea Alemã da Alemanha Ocidental. Em 715 missões de combate abateu 174 aeronaves inimigas, o que fez dele um ás da aviação.
Destruiu também 10 tanques na Frente Oriental.

## Sumário da carreira

### Condecorações
- Cruz de Ferro (1939)
  - 2ª classe (31 de julho de 1941)[1]
  - 1ª classe (29 de setembro de 1941)[2]
- Distintivo de Voo do Fronte da Luftwaffe
  - em Ouro (28 de setembro de 1941)[1]
  - em ouro com Flâmula (18 de março de 1943)[3][Nota 1]
- Troféu de Honra da Luftwaffe (7 de fevereiro de 1942) como Unteroffizier e piloto[5][Nota 2]
- Cruz Germânica em Ouro (18 de maio de 1942) como Unteroffizier no II./JG 77[7]
- Distintivo de Ferido em Prata[4]
- Distintivo de Piloto/Observador[4]
- Cruz de Cavaleiro da Cruz de Ferro (1 de julho de 1942) como Unteroffizier e piloto no 4./JG 77[8][9][10]
  - 131ª Folhas de Carvalho (7 de outubro de 1942) como Feldwebel e piloto no 4./JG 77[11][Nota 3]
  - 130ª Espadas (1 de fevreiro de 1945) como Oberleutnant e Staffelkapitän do 12./JG 27[8][13][Nota 4]

### Promoções
Wehrmacht
- 1 de dezembro de 1940 – Unteroffizier[1]
- 1 de maio de 1942 – Feldwebel[15]
- 1 de abril de 1943 – Leutnant (segundo-tenente)[3]
- 1 de agosto de 1944 – Oberleutnant (primeiro-tenente)[16]
- 23 de fevereiro de 1945 – Hauptmann (capitão), datado de 1 de janeiro de 1945[17]

Bundeswehr
- 1 de março de 1959 – Major[17]
- 1 de março de 1971 – Oberstleutnant (tenente-coronel)[18]